# شوکو نیهونگی
شوکو نیهونگی (به ژاپنی: 続日本紀 Shoku Nihongi) یک متن تاریخ ژاپن است که به سفارش امپراتوری ژاپن نوشته شده‌است. این کتاب در سال ۷۹۷ میلادی تکمیل شد، دومین مورد از شش تاریخ ملی است که بلافاصله بعد از نیهون‌شوکی و پس از آن نیهون کوکی نوشته شد. فوجیوارا نو تسوگوتادا و سوگانو نو مامیچی به عنوان ویراستاران اصلی این اثر بودند. شوکو نیهونگی یکی از مهمترین منابع اولیه تاریخی برای اطلاعات در مورد دوره نارای ژاپن است.